# GAC-Mitsubishi Eupheme EV
GAC-Mitsubishi Eupheme EV – elektryczny samochód osobowy typu crossover klasy kompaktowej produkowany przez chińsko-japońskie joint venture GAC Mitsubishi w latach 2018–2020.

## Historia i opis modelu

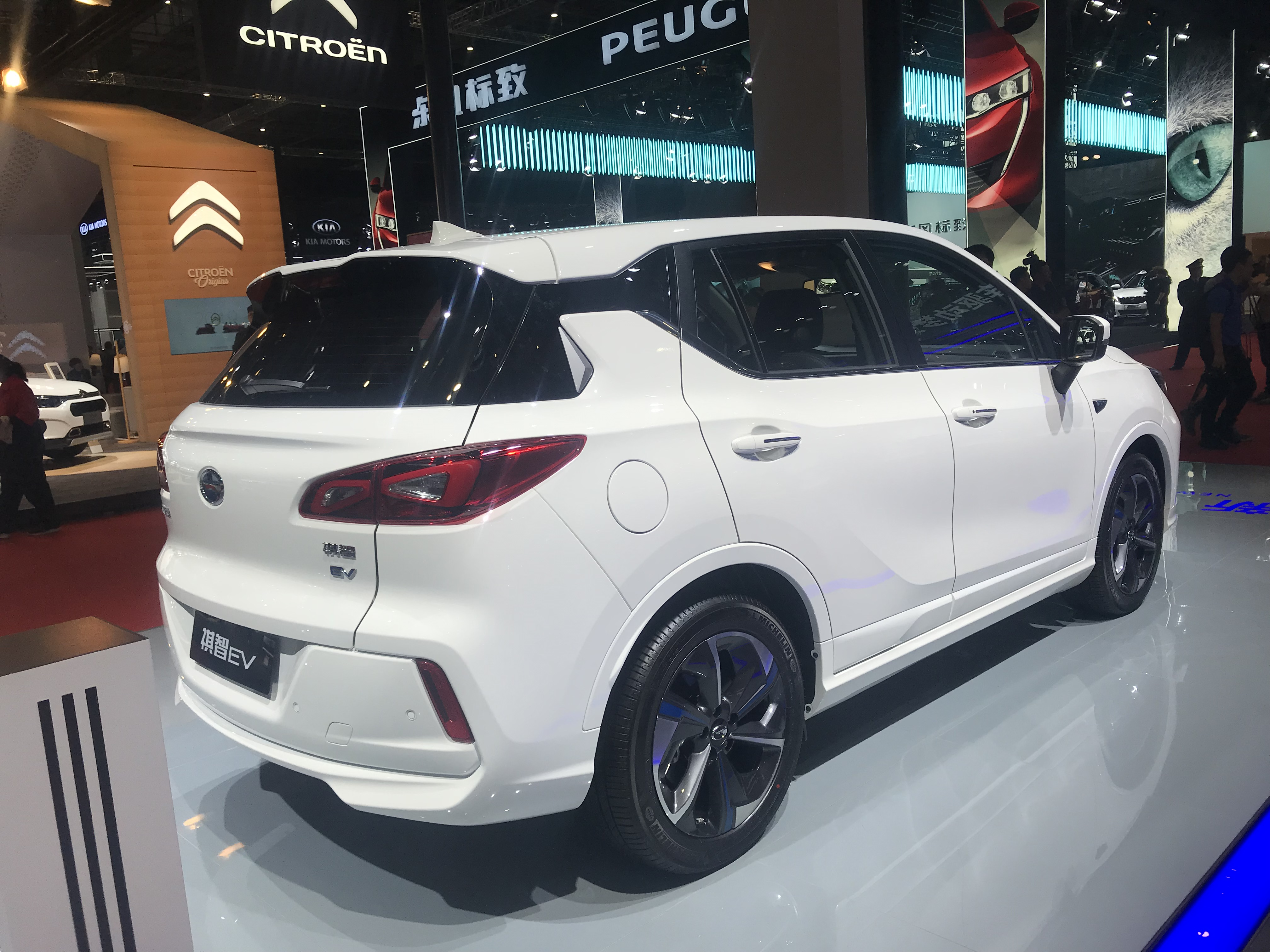
GAC-Mitsubishi Eupheme EV - tył

W październiku 2018 roku GAC Mitsubishi, chiński oddział japońskiej firmy będący zarazem spółką joint-venture z tutejszym koncernem GAC Group, przedstawił nietypowy produkt w postaci kompaktowego Eupheme EV. Elektryczny crossover powstał jako bliźniaczy model wobec oferowanego już wówczas GAC Trumpchi GE3, jednak zachował logotypy macierzystego GAC zarówno zewnątrz, jak i wewnątrz, do Mitsubishi nawiązując jedynie napisem z nazwą joint-venture na klapie bagażnika.
Dla wizualnego odróżnienia od modelu GAC, Eupheme EV otrzymało kosmetyczne zmiany w stylizacji. Kontrastujące nakładki na progi i zderzaki pomalowano w kolorze nadwozia, ten zam zabieg stosując wobec panelu pomiędzy reflektorami. Ponadto producent przeprojektował jeszcze zderzak. W kabinie pasażerskiej nie zastosowano żadnych większych modyfikacji, stosując ten sam co w pierwowzorze masywny projekt kokpitu z pionowymi nawiewami i wysoko zabudowanym tunelem środkowym.

### Sprzedaż
GAC-Mitsubishi Eupheme EV powstało wyłącznie z myślą o rodzimym rynku chińskim, stanowiąc odpowiedź na presję ze strony chińskiego rządu na zachowanie minimalnego wówczas progu posiadania w gamie samochodów zelektryfikowanych - Mitsubishi dotąd nie miało w pełni elektrycznego modelu w tamtejszej gamie. Sprzedaż rozpoczęła się pod koniec 2018 roku, stopniowo obejmując kolejne duże metropolie Chin. Samochód nie zdobył zainteresowania wśród klientów, znikając z rynku już w czerwcu 2020 roku i niespełna 1 tysiącu sprzedanych samochodów.

### Dane techniczne
GAC-Mitsubishi Eupheme EV był samochodem w pełni elektrycznym, do którego napędu wykorzystano silnik o mocy 180 KM i 290 Nm maksymalnego momentu obrotowego. Bateria o pojemności 54,75 kWh pozwalała przejechać na jednym ładowaniu do 410 kilometrów na jednym ładowaniu.